# Good Morning Little Schoolgirl
 (juillet 2015).
Good Morning Little Schoolgirl est une chanson composée par Sonny Boy Williamson I sortie en 1937.
Elle figure dans la liste des « 500 chansons qui ont façonné le rock 'n' roll » (500 Songs That Shaped Rock and Roll) du Rock and Roll Hall of Fame.

## Historique
John Lee Williamson est né dans le Tennessee en 1914. Grand admirateur de Sleepy John Estes, il apprend à jouer de l'harmonica tout seul et commence à voyager à l'époque de la Grande Dépression. On le retrouve dans des spectacles itinérants, appelés medicine shows, où il adopte le surnom de Sonny Boy. En 1934 il est à Saint-Louis et en 1937 à Chicago où il s'installe. De 1937 à 1947 il enregistre plus de 120 titres sous son nom. En 1948, après un concert, il est assassiné avec un pic à glace par un mari jaloux.

## Le titre
Arrivé à Chicago en 1937, Sonny Boy Williamson est repéré par le grand producteur Lester Melrose qui le signe immédiatement sur le label Bluebird Records pour lequel il travaille. Le 5 mai 1937, Lester Melrose fait enregistrer à Sonny Boy Williamson son tout premier morceau : Good Morning Little Schoolgirl dans lequel on ressent l'influence de Sleepy John Estes.
Coup de maître, ce premier enregistrement de Sonny Boy Williamson obtient un succès immédiat et devient, avec le temps, un des morceaux les plus représentatifs du Chicago blues et un des titres les plus repris de ce répertoire sous son appellation actuelle de Good Morning Little Schoolgirl.

## Les interprètes
Standard du blues, Good Morning Little Schoolgirl a été repris de nombreuses fois. Notamment par :
- Big Joe Williams sur l'album Piney Woods Blues en 1958 ;
- Mississippi Fred McDowell sur l'album Shake Em On Down en 1959 ;
- John Lee Hooker sur l'album The Country Blues of John Lee Hooker en 1960 ;
- Lightnin' Hopkins sur l'album Walkin' This Road by Myself en 1961 ;
- Muddy Waters sur l'album Folk Singer en 1964 ;
- The Yardbirds sur l'album Five Live Yardbirds en 1964 et sur l'album For Your Love en 1965 ;
- Rod Stewart comme single en 1964 ;
- The Paul Butterfield Blues Band sur la compilation The Original Lost Elektra Sessions reprenant des titres de 1964 ;
- Junior Wells sur l'album Hoodoo Man Blues en 1965 ;
- The Grateful Dead sur l'album The Grateful Dead en 1967 et concert comme au Memorial Stadium le 25 mai 1995 ;
- Chuck Berry sur l'album Live at the Fillmore Auditorium, enregistré en 1967 mais sorti en 1994 ;
- Taj Mahal sur l'album Giant Steps en 1968 ;
- Johnny Winter sur les albums Johnny Winter en 1969 et Live Johnny Winter And en 1971 ;
- Ten Years After sur les albums Ssssh en 1969 et Recorded Live en 1973 ;
- Savoy Brown sur l'album Slow Train en 1986 ;
- Paul Rodgers sur l'album Muddy Water Blues : A Tribute to Muddy Waters en 1993 ;
- Van Morrison sur l'album Too Long in Exile en 1993 ;
- Hot Tuna sur l'album Live at Sweetwater Two en 1993 ;
- Jonny Lang sur l'album Lie to Me en 1997 ;
- The Heroine Sheiks sur l'album Siamese Pipe en 2002 ;
- Allman Brothers Band sur l'album One Way Out en 2004 ;
- Blues Etílicos sur l'album Viva Muddy Waters en 2008 ;
- Marc-André Léger sur l'album Sail On en 2011.

## Les paroles
Ah good morning little schoolgirl,

can I go home with you ?

Tell your mama and your daddy,

that I'm a little schoolboy too

Baby I love you,

I just can't help help myself

You're so good looking pretty babe,

I don't need nobody else.

Good morning little schoolgirl,

can I go home with you ?

Uh, Uh, Uh

I'm gonna leave you baby,

about the break of day

On account of the way you treat me,

I've got to stay away

Ah good morning little schoolgirl,

can I go home with you ?

Tell your mama and your daddy,

that I'm a little schoolboy too

Come on pretty baby,

oh you know I can't help myself

Uh, Uh, Uh

I'm gonna buy me an aeroplane,

to fly all over your town.

And tell everybody baby,

Lord knows you've been putting me down.

I can't stand it babe,

just cannot help myself

You're so young and pretty,

but you're lovin' somebody else

Ah good morning little schoolgirl,

can I go home with you ?

Uh, uh, uh

Oh babe what you do to me,

I can't help myself